# Zăbrani
Zăbrani – wieś w Rumunii, w okręgu Arad, w gminie Zăbrani. W 2011 roku liczyła 2165 mieszkańców. 